# Kite Man

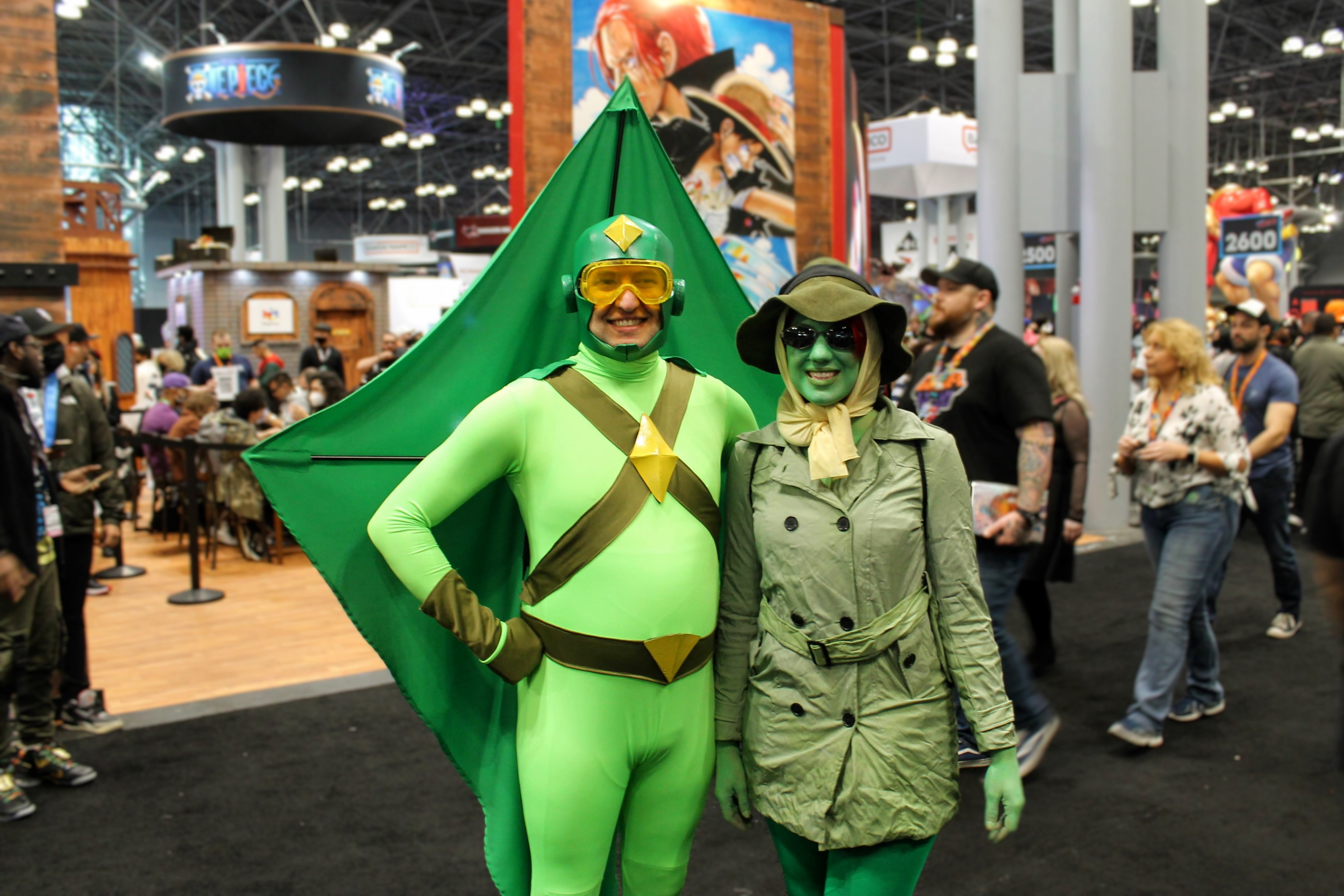
Cosplayer przebrany za Kite Mana

Kite Man (Charles „Chuck” Brown) – fikcyjny super-złoczyńca znany z serii komiksów wydawanych przez DC Comics, najczęściej przedstawiany jako przeciwnik Batmana. Imię to nadano mu na cześć głównego bohatera serii Fistaszki, Charliego Browna. W porównaniu z innymi super-złoczyńcami postać Kite Mana stanowi pośmiewisko ze względu na jego brak super-mocy, głupkowatą osobowość i wątłą pychę, co nie wpisuje się w ramy powszechnego wizerunku super-złoczyńców.
W ostatnich latach postać Kite Mana adaptowano w różnych formach mediów, a w szczególności głos podkładał mu Jeffrey Combs w serialu animowanym Batman: Odważni i bezwzględni oraz Matt Oberg w serialu animowanym dla dorosłych Harley Quinn, w którym Kite Man jest regularną postacią.

## Historia publikacji
Kite Man zadebiutował w numerze 133 serii komiksów Batman (sierpień, 1960 roku). Postać stworzyli pisarz Bill Finger i artysta Dick Sprang.

## Biografia postaci
Charles „Chuck” Brown posługuje się gadżetami związanymi z latawcami, które wykorzystuje do dopuszczania się aktów zbrodni. Lata dzięki dużemu latawcowi, do którego jest przypięty lub za pomocą samolotu "Kite Plane". Używa również szeregu specjalnych latawców, aby pokonywać wrogów i popełniać przestępstwa.
Kiedy pojawia się po raz pierwszy, w 133 numerze Batman Vol 1, najpierw zrzuca gaz łzawiący ze swojego latawca, aby wykraść drogocenny rubin, a następnie uwalnia gangstera Big Billa Collinsa, omal nie zabijając po drodze Robina i pojmując Batmana. Kite Man zostawia Batmana z gangsterami, a kiedy wraca zostaje pokonany przez Robina, który uwalnia Mrocznego Rycerza. Następnie za pomocą jego własnych wymyślnych broni pokonują go, pozostawiając trofeum w postaci Kite Plane w Batjaskini.
Pisarz Len Wein przywrócił go w fabule o napadach na listy płac.
Dochodzi do konfrontacji pomiędzy Kite Manem a Hawkmanem, Hawkgirl i Zatanną. Zostaje ujawnione jego prawdziwe imię, jak również dziecięca fascynacja latawcami. Kite Man zwycięża i wskakuje na drzewo.
Kite Man jest jednym z wielu kryminalistów, którzy wykorzystują przyjazną dla super-złoczyńców atmosferę fikcyjnego kraju Zandia. Ostatecznie Kite Man dołącza do drużyny sportowej tego państwa, a następnie bierze udział w walce z nadchodzącym oddziałem superbohaterów.
W Infinite Crisis Joker donosi, że Deathstroke zrzucił Browna z Wayne Tower bez jego latawca, po tym jak odmówił wstąpienia do nowego Tajnego Stowarzyszenia Super Złoczyńców.
Jednak Brown wychodzi cało z upadku i osiąga niską rangę w podziemnym świecie Gotham City po kryzysie na łamach cotygodniowej serii 52. Zostaje schwytany razem z Sewer Kingiem, Dawsonem, Lamelle, The Squid i Mirage. Podobnie jak inni więźniowie, Kite Man zostaje zabity i zjedzony przez Bruno Mannheima, po tym jak odmawia stanięcia po jego stronie.

### DC Odrodzenie
Kite Man pojawia się w uniwersum DC Odrodzenie. Ta wersja złoczyńcy jest określana jako Charles, Chuck i Charlie Brown. Wydaje się być trochę niestabilny, stale skandując slogan „Kite Man, hell yeah!”, co jest nawiązaniem do reakcji jego syna, Charlesa Browna Jr., na pierwszą próbę puszczenia latawca. Po raz pierwszy pojawia się obrabiając ekskluzywne przyjęcie, jednak zostaje szybko powstrzymany przez Gotham Girl. Następnie widziany jest w celi więziennej w Azylu Arkham, kiedy Batman przemierza alejki w poszukiwaniu przestępców.
W pewnym momencie Kite Man ucieka, ponieważ jest później jednym z wielu złoczyńców powstrzymanych przez Batmana i Kobietę-Kota, kiedy działali wspólnie podczas jednej nocy w Gotham City. Później Kite Man sprzedał latawiec do lombardu, gdzie kupił go Headhunter, aby za jego pomocą zabić ojca Potwora z bagien. Batman i Potwór z bagien przesłuchali później Kite Mana.
W opowieści, której akcja rozgrywa się we wczesnych latach kariery Batmana, zostaje ujawnione, że Kite Man uczył się o wietrze w szkole. Był rozwiedzionym ojcem, stał się alkoholikiem i rozpoczął życie przestępcze, a ostatecznie Joker zwerbował go do zaprojektowania Jokermobila. Podczas Wojny Żartów i Zagadek zostaje otoczony przez Batmana, który nakazuje mu zdobyć numer telefonu Jokera, a następnie się z nim spotkać. Wkrótce potem Człowiek-Zagadka porywa Charlesa, aby dowiedzieć się o jego przyszłym spotkaniu z Jokerem. Po uwolnieniu zostaje on porwany ponownie, tym razem przez Jokera, który mówi mu o swoich spotkaniach z Batmanem i Człowiekiem-Zagadką. Następnie jest zmuszony służyć Jokerowi jako zamachowiec-samobójca, aby zabić Batmana, ale zdaje sobie sprawę, że bomba nie jest prawdziwa. Jego syn, Charles Brown Jr., zostaje otruty przez Człowieka-Zagadkę, po czym umiera. Żądny zemsty na Człowieku-Zagadce, Charles Brown tworzy osobowość Kite Mana, aby dołączyć do Jokera.
Po dołączeniu do Człowieka-Zagadki na wojnie, Batman pokonuje każdego złoczyńcę po stronie Jokera, pozostawiając Kite Mana na koniec. Gdy Kite Man zostaje schwytany, wyjawia on Batmanowi i Człowiekowi-Zagadce ostatnią tajną kryjówkę Jokera w budynku i zapewnia im oraz wszystkim złoczyńcom po stronie Człowieka-Zagadki latawce, aby mogli ją zinfiltrować. Po włamaniu się do środka, Człowiek-Zagadka i jego złoczyńcy zwracają się przeciwko Batmanowi, który każe Kite Manowi aktywować spadochrony napędzane odrzutowcami w ich plecakach, sprawiając, że przestępcy wznoszą się, po czym zostają schwytani przez Alfreda Pennywortha w Bat-Blimp. Po starciu Człowiek-Zagadka następnie ujawnia, że stworzenie Kite Mana i jego własna porażka z rąk Kite Mana były częścią nieudanego planu rozwiązania problemu depresji Jokera i rozśmieszenia go ponownie.

## W innych mediach

### Telewizja
- Kite Man pojawia się w serialu animowanym Batman: Odważni i bezwzględni, gdzie głos podkłada mu Jeffrey Combs. Jako chłopiec miał obsesję na punkcie Benjamina Franklina i próbował odtworzyć jego słynny elektryczny eksperyment z puszczaniem latawca. Nie zachował jednak odpowiednich środków ostrożności, miał na sobie metalowe szelki i stał w wiadrze z wodą. Późniejszy wstrząs elektryczny spowodował u niego psychiczną traumę i zmusił go do życia w zbrodni opartej na latawcach. W „Terror on Dinosaur Island” jest przedstawiony w retrospekcji jako przywódca grupy złodziei wyposażonych w zaawansowane technologicznie latawce szybowcowe, które umożliwiały im popełnianie przestępstw. Batman powstrzymuje Kite Mana, a były pomocnik złoczyńcy, Eel O’Brian (którego Batman uratował z kadzi, do której wpadł), zeznawał przeciwko niemu w sądzie, a następnie został aresztowany. W odcinku „Long Arm of the Law”, Kite Man kradnie próbkę Plastic Mana, aby ukończyć pistolet z wiązką theta, który pozwoli każdemu skopiować moce Plastic Mana lub unieruchomić kogoś posiadającego elastyczne moce. Zyskuje również pomocnika o imieniu Rubberneck i nabywa elastyczne moce dzięki ekspozycji na wiązkę theta, przed tym, jak walczy z Batmanem i Plastic Manem. Jednak Kite Man i Rubberneck zostają pokonani, gdy są splątani razem, a pistolet promienisty theta zamienia ich w kamień.
- Kite Man to regularna postać w serialu animowanym dla dorosłych z Uniwersum DC pod tytułem Harley Quinn, w którym głos podkłada mu Matt Oberg[16]. W serii tej jest przedstawiony jako przestępca znany z hasła „Kite Man, hell yeah!” i zalecający się do kobiet. Chociaż inni super-złoczyńcy drwią z niego ze względu na jego tępą osobowość, pozostaje pewnym siebie optymistą. Debiutując w odcinku „A High Bar”, próbował flirtować z Trującym Bluszczem, ale umknęło jego uwadze, że nie jest zainteresowana. Po incydencie, w którym zaraził grupę chłopców jej feromonami, współpracowali ze sobą, aby ich wyleczyć, po czym połączyła ich więź i ostatecznie zaczęli się spotykać. Pod koniec pierwszego sezonu Kite Man oświadczył się Bluszczowi, mimo że nie miał dla niej pierścionka, chociaż grzecznie zwlekała z odpowiedzią. W drugim sezonie próbował jej się oświadczyć, kradnąc pierścionek, ale wykradła mu go Kobieta-Kot, jednak Trujący Bluszcz ostatecznie przyjęła oświadczyny. W odcinku „Thawing Hearts” próbowali uzyskać miejsce na wesele, ale stracili rezerwację przez znienawidzonego rywala Kite Mana, Króla Przypraw (ang. Condiment King). W odcinku zatytułowanym „Inner (Para) Demons”, Kite Man zabiera Bluszcz na spotkanie z jego rodzicami, Darrylem i Wendy Brown, którzy są rozczarowani swoim synem, ponieważ nie urodził się z super-mocami. Kiedy okazuje się, że akceptują związek Bluszcza z Kite Manem tylko ze względu na jej moce i możliwość zdobycia wnuków z mocami, Bluszcz przekonuje Kite Mana, aby się im przeciwstawił. W odcinku pod tytułem „Lovers' Quarrel” Kite Man współpracuje z Sy Borgmanem, aby stworzyć urządzenia do kontroli umysłu, które pomogą w walce z Doktorem Psycho, po tym, jak zamienia on Bluszcz w swojego sługę kontrolując jej umysł. Następnie Kite Man próbuje uwolnić ją spod kontroli Psycho pocałunkiem prawdziwej miłości, ale nie przynosi to pożądanego skutku. Po tym jak Harley uwalnia Bluszcz i pokonuje Psycho, ten mści się, pokazując całemu Gotham wspomnienie Trującego Bluszcza o jej seksualnym zbliżeniu z Harley, przez co Kite Man jest w szoku. W odcinku  „The Runaway Bridesmaid”, Kite Man wybacza Bluszczowi, kiedy ta ujawnia, że zdobyła miejsce na wesele, którego szukał. Ich ślub zostaje jednak zrujnowany przez policję Gotham City, co skutkuje wojną między funkcjonariuszami a nadzorującymi złoczyńcami. Harley proponuje, że wyprawi wesele, jednak Kite Man uświadamia sobie, że Bluszcz nie odwzajemnia jego uczuć do niej, więc zrywa z nią i odchodzi. Po chwili Trujący Bluszcz wiąże się z Harley. Produkcja doczekała się spin-offu Latawiec: W pytkę!, który skupia się na historii Kite Mana i jego nowej partnerki Golden Glider.

### Film
- Kite Man występuje w filmie Lego Batman. Jest jednym ze złoczyńców, których sprowadza Joker.

### Gry wideo
- Kite Man jest wspomniany w Lego Batman 2: DC Super Heroes.
- Kite Man pojawia się jako grywalna postać w Lego DC Super-Villains z Jeffreyem Combs wcielającym się ponownie w rolę z serialu Batman: Odważni i bezwzględni.